# Claudia Russo
Claudia Russo, née le 18 novembre 1889 à Naples, morte le 11 mars 1964, est une religieuse italienne, fondatrice des Pauvres Filles de la Visitation de Marie. Elle est reconnue vénérable par le pape en 2012.

## Biographie
Claudina « Claudia » Russo naît le 18 novembre 1889 à Naples en Italie,. Dans sa jeunesse, elle s'occupe beaucoup des pauvres et des personnes âgées,.
Plusieurs jeunes filles suivent son exemple. Sur les conseils de son directeur spirituel, elle les rassemble dans une organisation au service des pauvres. Elle ouvre le 20 juin 1926 la Pia Casa (Maison pieuse) pour les personnes âgées. 
Claudia Russo est invitée à leur donner une règle de vie, et crée ainsi un nouvel ordre religieux, les Pauvres filles de la Visitation de Marie. Elles se dévouent particulièrement pour les personnes âgées isolées, pour la préparation des enfants à la Première communion, et pour les exercices spirituels pour les jeunes filles.
Elle meurt le 11 mars 1964 d'une hémorragie cérébrale à Barra dans la banlieue de Naples,.

## Cause en béatification
La cause pour l'éventuelle béatification de Claudia Russo est étudiée au niveau diocésain, puis transmise à Rome auprès de la Congrégation pour les causes des saints. Le pape Benoît XVI autorise le 20 décembre 2012 la publication du décret sur l'héroïcité de ses vertus, ce qui la reconnaît vénérable,.